# Unione Sportiva Palmese 1938-1939
Questa voce raccoglie le informazioni riguardanti l'Unione Sportiva Palmese 1912, società calcistica di Palmi, nelle competizioni ufficiali della stagione 1938-1939.

## Stagione
La squadra concluse il girone H di Serie C al settimo posto. Rinunciò a disputare il campionato di Serie C la stagione dopo.

## Rosa
| N. |                   | Ruolo | Calciatore       |
| -- | ----------------- | ----- | ---------------- |
|    | Italia (bandiera) | D     | Egisto Betti     |
|    | Italia (bandiera) |       | Cesare De Feudis |
|    | Italia (bandiera) |       | Andrea Eillenni  |
|    | Italia (bandiera) |       | Antonino Faleo   |
|    | Italia (bandiera) |       | Renato Feliciani |
|    | Italia (bandiera) |       | Domenico Isola   |
|    | Italia (bandiera) | C     | Mario Magotti    |
|    | Italia (bandiera) |       | Pasquale Morisco |
|    | Italia (bandiera) |       | Agostino Mottura |

| N. |                   | Ruolo | Calciatore        |
| -- | ----------------- | ----- | ----------------- |
|    | Italia (bandiera) |       | Carmelo Oriana    |
|    | Italia (bandiera) |       | Luigi Pravettoni  |
|    | Italia (bandiera) |       | Giordano Raimondi |
|    | Italia (bandiera) | C     | Ugo Terzani       |
|    | Italia (bandiera) |       | Adelfo Tesini     |
|    | Italia (bandiera) |       | Andrea Tillenni   |
|    | Italia (bandiera) | C     | Vincenzo Volpe    |
|    | Italia (bandiera) |       | Pasquale Zagari   |